# Carl Gottlob Cramer

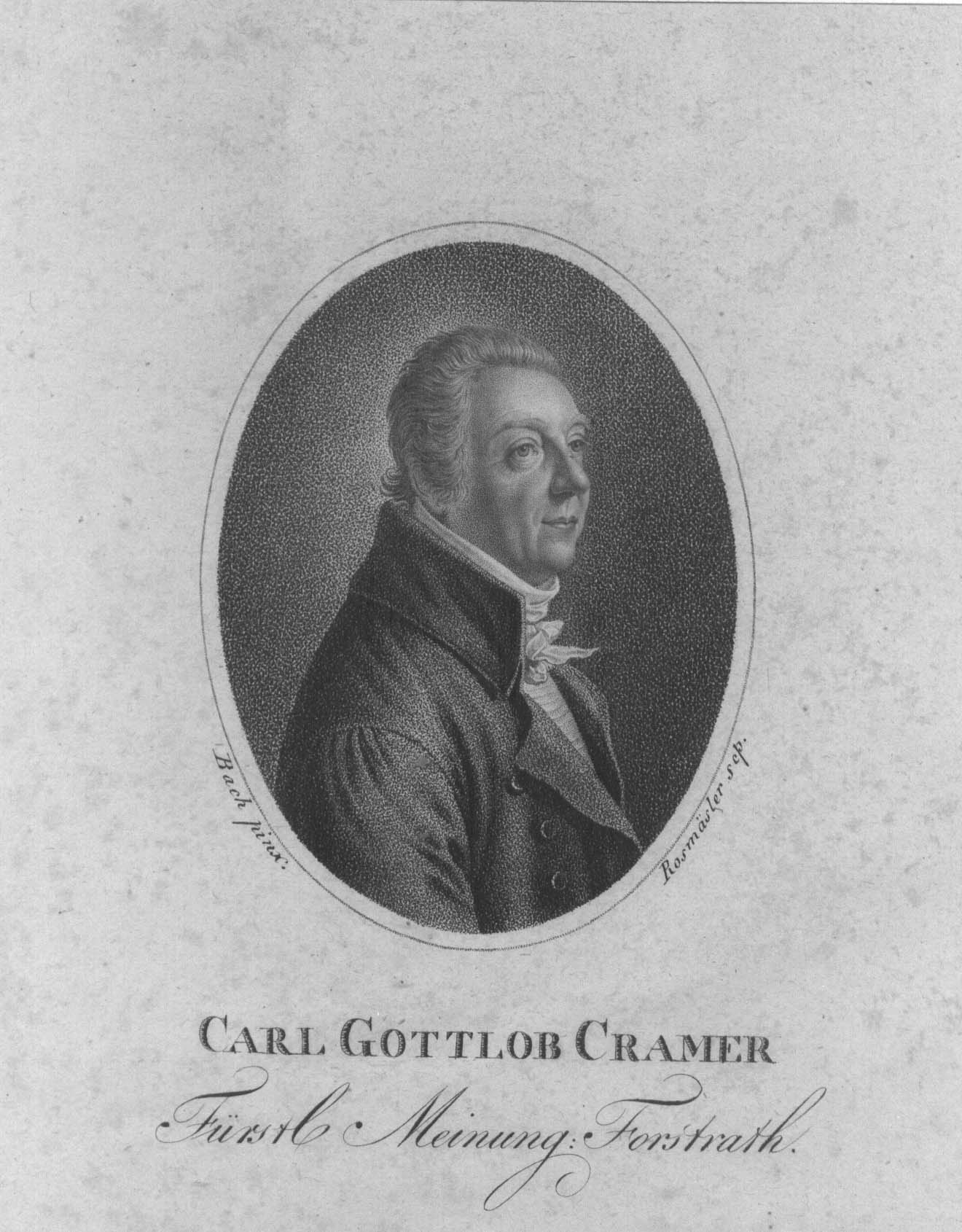
Carl Gottlob Cramer

Carl Gottlob Cramer (* 3. März 1758 in Pödelist (Burgenlandkreis); † 7. Juni 1817 in Dreißigacker) war ein deutscher Schriftsteller und Forstrat. Der Autor von Ritter- und Räuberromanen hat sich als Lehrer an der Forstakademie zu Dreißigacker auch forstwissenschaftlich betätigt.

## Biographischer Abriss
Als viertes von fünf Kindern erblickte der „Meiningische Ariost“, wie Carl Gottlob Cramer von Ludwig Tieck einmal in Anspielung auf Ludovico Ariostos Orlando Furioso scherzhaft genannt wurde, am 3. März 1758 in dem kleinen sächsischen Dorf Pödelist bei Freyburg an der Unstrut das Licht der Welt. Sein Vater, Johann Samuel Cramer (1715–1792) war Landpfarrer, seine Mutter Johanne Friederike, geborene Völkner, die Tochter des Pfarrers Friedrich Völkner. Wie damals üblich erhielt vermutlich auch Cramer seine schulische Grundausbildung von seinem Vater, bevor er im Alter von dreizehn Jahren, am 25. Oktober 1771, in die Fürstenschule zu Pforta (Schulpforta) aufgenommen wurde.
„Auf einer der strengsten Schulen habe ich gehorchen gelernt; aber auch den Grund zu einer Festigkeit gelegt, mit der ich Herr meiner Sphäre bin. Ich danke jene regelmäßige Strenge noch meinen entschlafnen Lehrern in der Erde.“ (Ysop Tl. I, S. 51).
Am 3. März 1777 verließ der nun neunzehnjährige Cramer die Schule mit dem ordnungsgemäßen Abschluss durch die Valediktionsarbeit (siehe auch: Adelheid Chlond, S. 12, Anm. 16) und zog nach einem kurzen Aufenthalt in Wittenberg weiter nach Leipzig, um Theologie zu studieren. Über die Dauer dieses Studiums ist nichts Genaues bekannt. Aus seinen Schriften geht jedoch hervor, dass er neben theologischen Vorlesungen die des Mediziners und Philosophen Ernst Platner, einem aufgeklärten und undogmatischen Lehrer, sehr gern besuchte. Der Einfluss dieses Lehrers hat neben der misslichen wirtschaftlichen Lage und dem geringen sozialen Status, den die Landpfarrer damals genossen u. a. wohl dazu geführt, dass er nach Beendigung des Studiums als Kandidat des Predigtamtes niemals eine Kanzel betrat. Die Erfahrungen aus seiner Studienzeit spiegeln sich u. a. in seinem Septimus Storax wider. Hier schildert er recht anschaulich das Leben eines armen Theologiestudenten.
„Er litt’ Hunger und Kummer, [er] versagte sich jede Freude des Lebens, [da er] keine Canäle zu Stipendien [hatte] welche indeß von den Reichen verritten, verspielt und ver- wurden.“
Cramer lebte seit Abschluss des Studiums (um 1782) bis 1795 als Privatgelehrter zuerst in Weißenfels und dann in Naumburg. Seine Einkünfte stammten hauptsächlich aus seiner Schriftstellertätigkeit. In diesem Zeitraum veröffentlichte er viele seiner ersten erfolgreichen, meist mehrbändigen Romane, arbeitete für verschiedene Zeitschriften und gab auch Taschenbücher und Anthologien heraus.
Mit dem Roman Leben und Abenteuer Karl Saalfelds, eines relegirten Studenten trat er als Vierundzwanzigjähriger erstmals als Schriftsteller hervor. In den darauffolgenden Jahren veröffentlichte er in rascher Folge weitere Werke. Seinen literarischen Ruhm begründete der von 1789 bis 1791 in vier Teilen erschienene Abenteuerroman Leben und Meinungen, auch seltsamliche Abentheuer des Erasmus Schleichers, eines reisenden Mechanikus. Die Romane Der deutsche Alcibiades, Hasper a Spada und Adolph der Kühne, Raugraf von Dassel ließen ihn dann schnell zu einem der vielgelesenen Autoren seiner Zeit werden. Allein im Jahre 1794 brachte er vier neue Romane auf den Weg (Gotthold Tamerlan, Der braune Robert, Die Geniestreiche und Der lahme Wachtel Peter). Cramers Romantitel waren zu einem Markenbegriff geworden. Es erschienen Werke mit dem Vermerk „Vom Verfasser des Hasper a Spada“ oder als „Seitenstücke“ bzw. „Gegenstücke“ zu Titeln von Cramer gekennzeichnet, die nicht von ihm, sondern von anderen Autoren verfasst worden waren, die sich lediglich des berühmten Namens bedienten, um ihre Werke sicher unter das Publikum zu bringen. Das Erfolgsrezept Cramers lag in der gelungenen Mischung diverser Stilelemente der Zeit, wie Reinhard Wittmann zutreffend zusammenfasst: „Allen Romanen Cramers ist eine gehörige Portion bissiger, wenn auch oberflächlicher Zeit- und Sozialkritik beigemischt, seine formale Vielseitigkeit erinnert manchmal an Jean Paul, wie seine geschickten Kolportageeffekte an einen Johannes Mario Simmel. Sein Stil ist in den Ritterromanen ebenso unverkennbar wie in den Satiren, in den Gespenstergeschichten wie in den erotischen Werken.“
Cramer konnte, da er neben August Heinrich Julius Lafontaine zu den beliebtesten Schriftstellern seiner Zeit gehörte, angemessen von seiner Schriftstellerei leben und zehrte auch später in wirtschaftlich schlechteren Zeiten von diesem Erfolg. Selbst Jean Paul erwähnte einmal launig, dass die Meininger Bürger seinen Werken mit geringem Interesse begegnen würden, da sie doch durch Cramers Romane mit Lesestoff gut versorgt seien. Cramer hatte klare Vorstellungen von seiner Zugkraft beim Publikum und hob dies immer wieder hervor, wenn er zumeist in den Vorreden zu seinen Werken die „Herren Rezensenten“, die bis auf wenige Ausnahmen, seine Schriften als pöbelhaft, unmoralisch und gemein verurteilten, herablassend erwähnte:
„… es ist uns einerley, was ihr von uns schmirrt; wenn wir nur den Ton treffen in welchen Herzen und Sinne unseres Zeitalters gestimmt sind (so in ‚Lilli von Aarenstein‘)“.
Cramers wirtschaftlicher Erfolg zeigte sich in den zahlreichen Auflagen, Nachdrucken und Dramatisierungen seiner Werke. Dieses Selbstbewusstsein zeigt sich beispielsweise in einem Brief vom 1. September 1791 an den Buchhändler Kühne in Wittenberg. Hier legte er genau seine Bedingungen für die Lieferung eines Manuskriptes fest und betonte, dass er es deshalb im Voraus so genau mitteile, da er darüber nicht zu diskutieren wünsche. Cramer wurde nicht ausschließlich, wie es seine Kritiker immer wieder herausstellten, vom Lesepöbel verschlungen, sondern seine Werke gehörten, wie biographische Hinterlassenschaften beweisen, ebenso zu der Jugendlektüre einiger Dichter der Romantik. Auch höher gestellte Persönlichkeiten lasen seine Werke mit Begeisterung. Viele der noch vorhandenen Exemplare von Cramers Werken tragen adlige Exlibris oder entsprechende Besitzvermerke. Darüber hinaus widmete er viele seiner Romane adligen Persönlichkeiten. So schätzte Georg I., Herzog zu Sachsen-Coburg-Meiningen, die Werke Cramers besonders. Anfang Dezember des Jahres 1794 erhielt Cramer erstmals den Ruf des Herzogs an dessen Hof. In einem Dekret vom 28. Dezember 1794 wurde er zum herzoglichen Forstrat ernannt. Nach einem weiteren Schreiben des Herzogs vom 5. Mai 1795, entschloss sich Cramer im Oktober nach Meiningen überzusiedeln. Er suchte eine feste Anstellung, um Chr. Friederike Buhle (geb. 18. Juni 1774), die aus einer offenbar vermögenden Naumburger Familie stammte, zu ehelichen. Der Beruf des Schriftstellers war sozial noch nicht voll anerkannt, um auf ihm einen Hausstand gründen zu können. In einem Brief aus Naumburg vom 10. Oktober 1795 an die Buchhandlung Voss in Leipzig mahnte Cramer Geld an, das er für den Umzug benötigte.
„… ist es möglich, mir die an Ostern versprochenen 50 Thaler zu schicken, … Als Sie ihre Wirthschaft neu einrichteten brauchten sie gewiß auch viel Geld, und es däuchte Ihnen gut, wenn sie ohne Sorgen Ihr Geschäft treiben könnten; urtheilen Sie also wie es mich däuchten muß, da ich eben im Begriff bin mit Sack und Pack nach Meiningen zu ziehen … Es müßte aber noch in der kommenden Woche – höchstens bis zum 20ten geschehen; denn dann gehe ich ab.“
Cramer lebte mit seiner Frau und seinen drei Kindern, Bertha (1796), Aurora (1797) und Franz (1801) bis 1809 in Meiningen. Die Umstände entsprachen nicht den Versprechungen, die ihn bewogen hatten, Naumburg zu verlassen. Seine Anstellung zögerte sich lange hin und die versprochene gute Besoldung sowie eine Entschädigung für die Verluste aus dem Verkauf des Naumburger Besitzes seiner Frau blieben weit hinter den erweckten Erwartungen zurück. So bestand die „Besoldung“ hauptsächlich aus Naturalien, und Cramer musste wohl immer wieder neue Bittbriefe zur Erfüllung seiner Forderungen an den Herzog richten. Das Haus, das er bewohnte, war mit einer Hypothek belastet, für die Cramer die Zinsen nicht aufbringen konnte. Das Haus wird von Ludwig Bechstein in seinem Werk über Thüringen erwähnt:
„… führte Otto seine Freunde durch die Marktstraße … bezeichnete dann ein drittes (Haus) als das, welches einst der fruchtbare Romanschriftsteller Carl Gottlob Cramer besessen, bevor er als Lehrer an der nahen Forstakademie dreißig Acker (Dreißigacker; das ist ein heute ein Ortsteil von Meiningen) andern Wohnsitz und endlich dort auch ein Grab gefunden.“
Cramers wirtschaftliche Situation verschlechterte sich weiter. Nach dem Tode seines herzoglichen Gönners am 24. Dezember 1803 musste er bei der Herzogin erneut um die Einhaltung der vom Herzog Georg gemachten Zusagen kämpfen. Wie abhängig Cramer von den Gnadenbeweisen der herzoglichen Familie war, lassen die zahlreichen Bittbriefe erkennen, die sich in einer Akte des thüringischen Staatsarchivs befinden (s. a. Adelheid Chlond S. 19, Anm. 42). Die Stelle als Lehrer an der schon 1801 gegründeten Forstakademie zu Dreißigacker in der Nähe von Meiningen konnte er erst Ende des Jahres 1808 antreten. Dort erhielt er freies Logis für sich und seine Familie im Herrenhaus. Seine Lehrtätigkeit erstreckte sich auf die Fächer Kameralwissenschaften, Forstschutz, Forstbenutzung, Forstdirektion (über seine Direktionsvorlesungen gibt es einen handschriftlichen Hinweis, in dem er auf den Wunsch der Studenten, die Vorlesung zu verlegen, einen Austausch von Vorlesungsstunden vorschlägt; Autograph in Krackow). Außerdem hielt er Vorlesungen über den deutschen Stil und hatte die Studenten zu beaufsichtigen. Seine Besoldung war kärglich. Cramer bat mehrere Male die Herzogin um eine Erhöhung der Beträge:
„… mir jetzt die an meiner Besoldung noch fehlenden achtzig Thaler zuzulegen, und mich mit meinen übrigen Collegen gleich zu stellen.“ (Brief vom 15. Oktober 1815).
Obwohl der Gründer und Leiter der Forstakademie, Johann Matthäus Bechstein (Adoptivvater von Ludwig Bechstein) diese Gleichstellung befürwortete, erhielt Cramer am 5. März 1816 einen abschlägigen Bescheid von der Herzogin. Um seine Deputate musste er immer wieder kämpfen. So bat Cramer noch im August 1816 flehentlich um zwei Maaß Hafer, da er sonst alle seine Hühner und Gänse totschlagen müsste, weil ihm die Futtermittel fehlten (Autograph in Krackow). Am 31. Mai 1817, also kurz vor seinem Tode, reichte Cramer noch einmal erfolglos ein Gesuch zur Verbesserung seiner Besoldung ein.
Bereits seit dem Jahre 1804 wurde Cramer immer häufiger von Krankheiten geplagt. Darunter litt zunehmend seine zweite Einnahmequelle, die Schriftstellerei, was zur Folge hatte, dass er weniger Werke veröffentlichen konnte. Seine schriftstellerische Leistungskurve hatte ihren Zenit überschritten. Sein Erfolg beim Publikum nahm seit dem Jahre 1803 ab. Die Art und Weise, in der Cramer, nach dem Tode seines Freundes und Verlegers Fleischer, in einem Brief vom 29. Dezember 1805 zwei seiner Werke dem Buchhändler Joachim in Leipzig anpries, zeigte schwindendes Selbstwertgefühl. Statt klarer Forderungen, wie noch in dem anfangs erwähnten Brief an den Buchhändler Kühne, machte er nun „Vorschläge“ zur Ausstattung, und auch über die Entlohnung äußerte er sich zurückhaltend:
„Meine Bedingungen sollen, wenn Sie ja sagen, sehr leidlich sein…“ und am Schluss: „Einig werden wir. Haben Sie also Neigung zu meiner Muse?“
Trotz seiner bedrückenden wirtschaftlichen und unbefriedigenden sozialen Stellung, schilderten seine Zeitgenossen ihn als freundlichen und liebevollen Familienvater, wie Ludwig Bechstein, der als Spielkamerad des Sohnes Franz fast täglich im Hause des Schriftstellers ein und aus ging.
„Er arbeitete an einem Stehpulte unbeirrt durch unser Spielen und die Unterhaltung von Frau und Töchtern. Diese verehrten ihn sehr und legten hohen Werth auf des Vaters Geisteswerke.“ (Bechstein zitiert nach Adelheid Chlond, S. 24). Ludwig Tieck beschrieb im Jahre 1803 Cramer als großen starkleibigen Mann mit pockennarbigem Gesicht und mit rauer harter Stimme.
„Er sprach in einer sonderbaren Mischung der überschwänglichsten und niedrigsten Redensarten, Schimpfwörter wurden in seinem Munde zum Ausdruck der Anerkennung“ (Köpke, L. Tieck, Erinnerungen aus dem Leben des Dichters).
Obwohl Cramer sich immer größere Enthaltsamkeit auferlegte und schon die Ersparnisse aus den Schriftstellerhonoraren sowie große Teile aus dem Vermögen seiner Frau aufgebraucht hatte, verschlechterte sich seine wirtschaftliche Lage immer mehr. Als er im Jahre 1817 am 7. Juni nach langem Leiden starb, war er verschuldet, hinterließ seine Frau mit drei unversorgten Kindern in unsicheren Verhältnissen.

## Werke
- Geschichte Karl Saalfelds, eines relegirten Studenten, Leipzig 1782
- Menschenschicksale, eine Geschichte aus dem achtzehnten Jahrhundert, Leipzig 1782
- Adolph Freiherr von Rubin, ein Weibergeschichtchen, Leipzig 1784
- Adelheim, eine Schweizergeschichte, Leipzig 1778
- Auch ein Wort bey Gelegenheit des Türkenkrieges, von einem patriotischen Invalidenoffizier an seine Landsleute, Weißenfels 1788
- Leben und Meinungen, auch seltsamliche Abenteuer Erasmus Schleichers, eines reisenden Mechanikus, Leipzig 1789–1791
- Der deutsche Alcibiades, Leipzig 1790–1791
- Hermann von Nordenschild, genannt Unstern. Als Anhang und Nachtrag zum Deutschen Alcibiades, Leipzig 1791–1792
- Adolph der Kühne, Raugraf von Dassel, Weißenfels 1792
- Klage um Ludwig XVI, Leipzig 1792
- Leben und Meinungen, auch seltsamliche Abentheuer Paul Ysops, eines reducirten Hofnarren, Leipzig 1792–1793
- Hasper a Spada. Eine Sage aus dem dreizehnten Jahrhunderte, Leipzig 1792–1793
- Klage um Marie Antoinette von Oestreich, Leipzig 1793
- Plexippus, oder der emporstrebende Bürgerliche, Leipzig 1793
- Scenen aus dem Leben Johann Friedrichs de Großmüthigen, letzten Churfürsten Ernestinischer Linie, Leipzig 1793
- Begebenheiten Heinrich Roberts, Riga 1794
- Leben und Meinungen, auch seltsamliche Abentheuer Gotthold Tamerlans, eines reisenden Herrnhuthers, Offenbach 1794
- Leben, Thaten und Sinnsprüche des lahmen Wachtel-Peters, Leipzig 1794
- Der kluge Mann, Leipzig 1795–1797
- Der braune Robert und das blonde Nandchen, Leipzig 1794
- Das Turnier zu Nordhausen im Jahre 1263, [o. O. u. Jahr: vor 1795?]
- Das Jäger-Mädchen, Leipzig 1796
- Leiden und Freuden des ehrlichen Jacob Luley, eines Märtyrers der Wahrheit, Leipzig 1796–1797
- Peter Schmoll und seine Nachbarn, Rudolstadt 1798
- Hans Stürzebecher und sein Sohn, Leipzig 1798
- Das Harfen-Mädchen, Rudolstadt 1799
- Die gefährlichen Stunden, Weißenfels 1799
- Bellomo’s letzter Abend meines Lebens, Leipzig 1800
- Der arme Görge, Leipzig 1800
- Grillenthal, Rudolstadt 1801
- Der Polter-Abend, Arnstadt und Rudolstadt 1800
- Die Reise zur Hochzeit, Leipzig 1800
- Fräulein Runkunkel und Baron Sturmdrang, Leipzig 1800
- Zoar, der Auserwählte, Berlin 1800
- Friedrich von Eisenbart und Baron Sturmdrang, Leipzig 1801
- Stella’s Frühling des Lebens, Leipzig 1801
- Hans und Görge. Ein Familiengemälde, Berlin 1801
- Rasereien der Liebe, Arnstadt und Rudolstadt 1801
- Leben und Thaten des edlen Herrn Kix von Kaxburg, Leipzig 1801–1802
- Julius, der Verworfene, Arnstadt und Rudolstadt 1802
- Der Dom-Schütz und seine Gesellen, Leipzig 1803
- Komische Erzählungen und Geniestreiche. Erster Theil, Leipzig 1803
- Der schöne Flüchtling, Arnstadt und Rudolstadt 1803
- Scenen aus den Zeiten der Reformation, Dresden 1803
- Bekenntnis des Ex-Ministers Hirkus, Leipzig 1806
- Ritter Euros und seine Freunde, Leipzig 1805
- Leben und Schicksale des ehrlichen Septimus Storax, eines Kreutzbruders des Erasmus Schleicher, Leipzig 1806
- Der Glücks-Pilz, Leipzig 1808–1809
- Leben und Schicksale Walther’s eines in der Schlacht bei Jena gefallenen Officiers, Hamburg 1812 [?]
- Das Milch-Mädchen, Bremen und Aurich 1812 [?]
- Leben und Schicksale Friedrich von Hellborn, eines aus dem spanischen Kriege glücklich zurückgekehrten Offiziers, Hamburg 1814
- Triumph-Lied von den herrlichen Siegen der Deutschen über die Franzosen und ihrem Exkaiser Napoleon […], Gotha 1814
- Das eiserne Kreutz, Hamburg 1815
- Freuden und Leiden des edlen Baron Just Friedrich auf der Semmelburg, Leipzig 1817
- Der Minister und der Leib-Schneider, Hamburg 1818